# آغاجی بخارایی
امیر ابوالحسن علی پسر الیاس آغاجی یا آغاجی بخارایی شاعر و از بزرگان دربار سامانی و همروزگار با نوح بن منصور سامانی (۳۶۶-۳۸۷ (قمری)) و دقیقی بود. 
نام وی را آغجی و آغاچی نیز آورده‌اند. 
ابیات زیر از اوست:
| ای آنکه نداری خبری از هنر من         |  | خواهی که بدانی که نیَم نعمت‌پرورد     |
| اسپ آر و کمند آر و کمان آر و کتاب آر |  | شعر و قلم و بربط و شطرنج و می و نرد |

| به هوا درنگر که لشکر برف |  | اندر او چون همی کند پرواز |
| راست همچون کبوتران سپید  |  | راه‌گم‌کردگان ز هیبت باز    |